# 那須信用組合
那須信用組合（なすしんようくみあい）は、栃木県那須塩原市に本店を置く信用組合。那須塩原市内のほか矢板市、大田原市と那須郡那須町・那珂川町に店舗を展開してる。
ATMでは、しんくみ お得ねっと提携信用組合のカードによる出金は自組合扱いとなる。

## 沿革[3]
- 1956年1月 設立。
- 2002年6月 西那須野・矢板・黒羽の3信組と合併すると同時に、小川・馬頭・黒磯の3信組の事業を譲り受ける。営業地区を宇都宮市、矢板市、大田原市、黒磯市(現:那須塩原市)、今市市、河内郡、塩谷郡及び、那須郡とし、本店を西那須野町永田町に移転する。
- 2005年8月 営業地区を矢板市、大田原市、那須塩原市、宇都宮市、今市市、河内郡、塩谷郡及び、那須郡に変更する。
- 2005年10月 営業地区を矢板市、大田原市、那須塩原市、宇都宮市、さくら市、那須烏山市、今市市、河内郡、塩谷郡及び、那須郡に変更する。
- 2005年11月 小川支店を小川出張所に変更する。
- 2006年1月 営業地区を矢板市、大田原市、那須塩原市、宇都宮市、さくら市、那須烏山市、下野市(旧下都賀郡石橋町、旧下都賀郡国分寺町の地区を除く)、今市市、河内郡、塩谷郡及び、那須郡に変更する。
- 2006年3月 営業地区を矢板市、大田原市、那須塩原市、宇都宮市、さくら市、那須烏山市、下野市(旧下都賀郡石橋町、旧下都賀郡国分寺町の地区を除く)、日光市(旧日光市、旧上都賀郡足尾町を除く)、今市市、河内郡、塩谷郡及び、那須郡に変更する。
- 2006年10月 那須支店を那須出張所に名称変更する。
- 2011年9月 那須支店を廃店する。
- 2012年1月 株式会社整理回収機構より54億円の公的資金注入を受ける（25年返済）。
- 2012年11月 小川出張所を小川ATM店に変更、黒磯南出張所を廃止し、黒磯南出張所跡地に黒磯支店を移転、黒磯支店を幸町ATM店(黒磯駅に近い)へ変更する。
- 2021年7月 事業承継支援のため株式会社サクシードと業務提携[4]。